# Palacio Imperial (Río de Janeiro)
El Palacio Imperial (en portugués Paço Imperial) es un edificio colonial de estilo Barroco localizado en la actual Plaza XV de Noviembre, en el centro histórico de Río de Janeiro, Brasil.
Construido el siglo XVIII como residencia de los gobernadores de la Capitanía de Río de Janeiro, pasó sucesivamente a ser la casa del virrey, del rey Juan VI y de los emperadores. Actualmente es un centro cultural. Por su importancia histórica y estética, se le considera el más importante de los edificios civiles coloniales de Brasil.

## Historia

### Casa de los gobernadores y virreyes

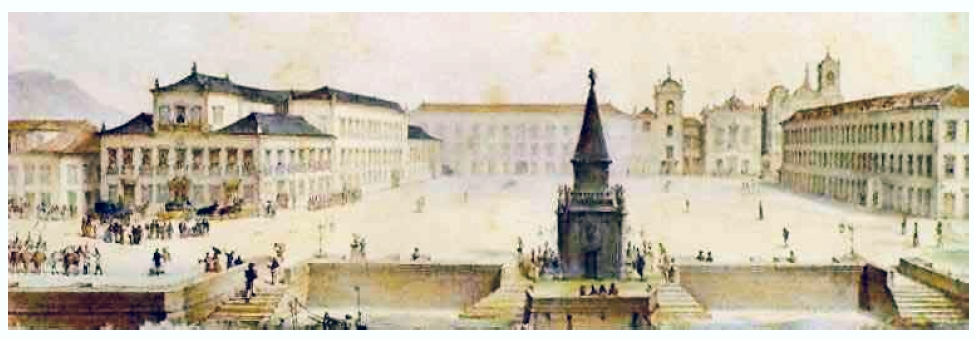
Vista del antiguo "Largo do Palácio", actual Praça XV, a su lado izquierdo se ve el Paço Imperial, al fondo el Convento e Iglesia del Carmen (donde D. Pedro I y D. Pedro II fueron coronados), del lado derecho el Arco do Teles y la fuente del Maestro Valentim, la frente.

La historia del edificio comienza 1733, cuando el gobernador Gomes Freire de Andrade, conde de Bobadela, le pidió al rey Juan V permiso para construir una casa de gobierno en Río de Janeiro.  Hacia 1738 comenzó la construcción del edificio, siguiendo el proyecto del ingeniero militar portugués José Fernandes Pinto Alpoim, en el Largo de Carmelo (o de la Polé), actual Plaza Quince de Noviembre, en el centro de la ciudad colonial. La nueva "Casa de los Gobernadores" fue inaugurada en 1743. Aproximadamente en esa misma época, el Largo sufrió otras intervenciones urbanísticas importantes como la construcción de las casas de Telles de Menezes al lado opuesto al Palacio (también proyectadas por Alpoim) y la inauguración de una fuente traído desde Lisboa, en el centro del largo.
Alpoim aprovechó los edificios preexistentes en el local, el Almacén Real y la Casa de la Moneda, en la nueva edificación, añadiendo dos pisos nuevos con ventanas con pequeñas sacadas y molduras de vergas curvas, en la época una novedad en Brasil. En el interior hay una bella portada en piedra de lioz y varios patios para la circulación, y el acceso a los pisos superiores se da por una bella escadaria. Hasta 1808 la Casa de la Moneda y el Real Almacén continuaron a funcionar en la planta baja.
En 1763, con la transferencia de la sede del virreintato de Brasil de Salvador para lo Río de Janeiro, la Casa de los Gobernadores pasó a ser la casa de despachos del virrey, el Palacio de los Virreyes.

### Palacio Real
En 1808, con la llegada a Río de Janeiro de la familia real portuguesa, el edificio es promovido a Palacio Real y usado como casa de despachos del príncipe-regente (y después rey) Juan VI. En esa época el Palacio sufrió obras de adaptación, aumentándose un nuevo piso central a la fachada que da hacia la bahía de Guanabara. Los interiores también fueron redecorados y se añadió un nuevo salón del trono, donde se realizaba la tradicional ceremonia del "besamanos".  También se construyó un pasadizo al vecino Convento del Carmen, donde se instaló la reina María I.

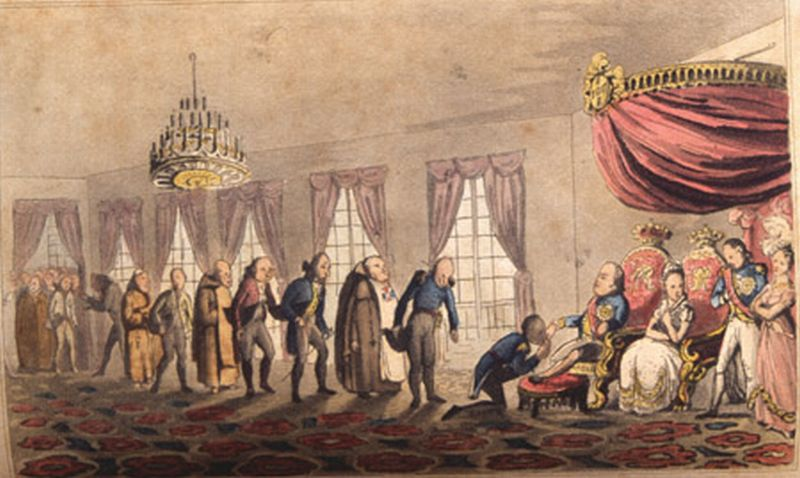
Ceremonia de besamanos, con Juan VI y Carlota Joaquina en el Palacio.

Para la aclamación del rey fue construida la Varanda, un anexo monumental entre el Palacio y el Convento de Carmo, donde se realizó la ceremonia. La misma Varanda fue utilizada en las coronaciones de Pedro I y Pedro II, pero fue demolida durante el Segundo Reinado.

### Palacio Imperial

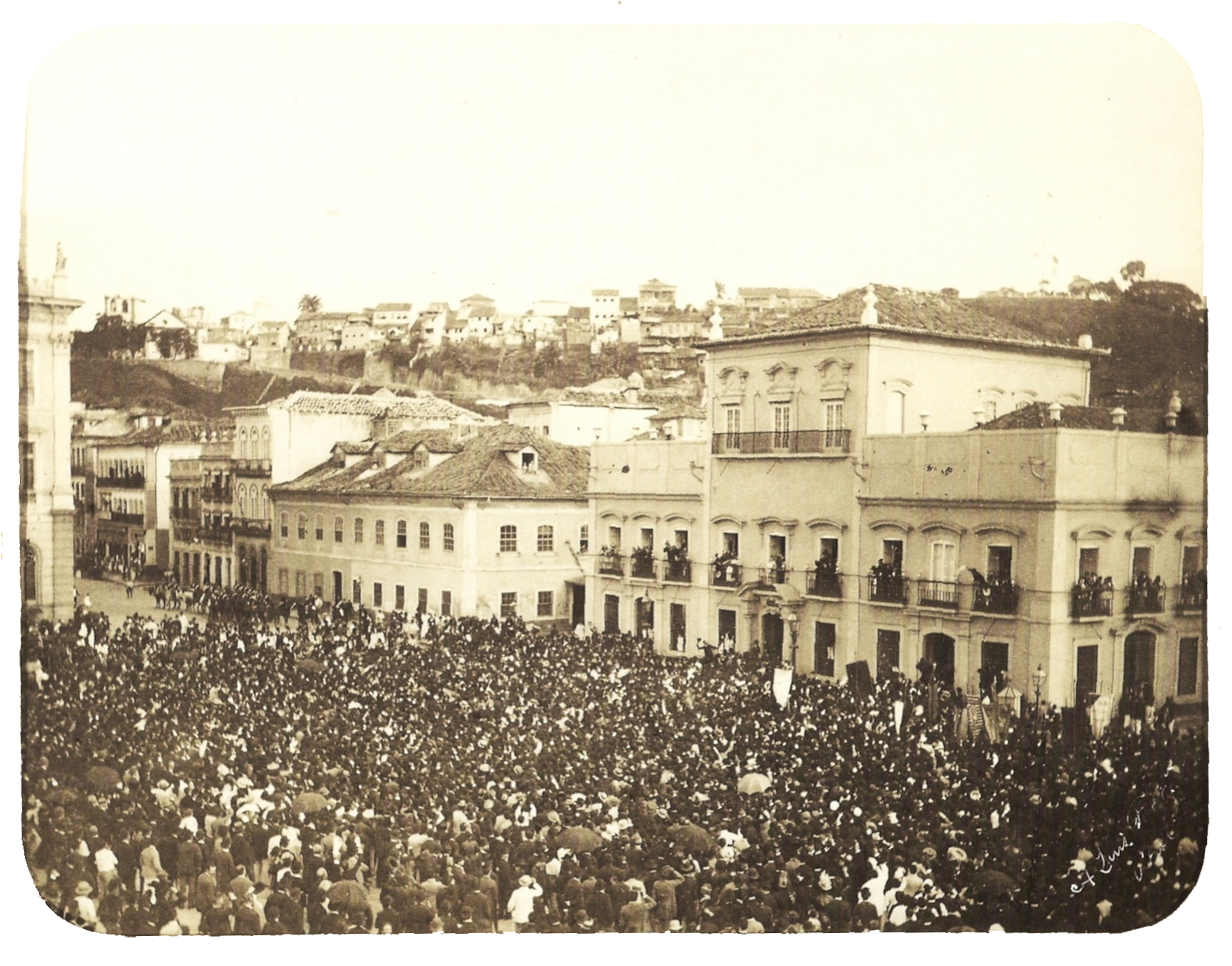
Instantes posteriores a la firma de la Ley Áurea, la princesa Isabel de Brasil saluda a una multitud frente al Palacio Imperial.

Tras la Independencia de Brasil, el edificio pasó a servir como Palacio Imperial, siendo llamado también de Palacio de Río de Janeiro, funcionando como despacho y residencia eventual para Pedro I y después para Pedro II. En el interior hay una sala, el Patio de los Arqueros, que aún mantiene la decoración en estuco original de la década de 1840. En este periodo la fachada recibió el incremento de una platibanda en torno al tercer piso y que ocultaba el tejado. Fue en el palacio que, el 9 de enero de 1822, Pedro I decidió quedarse en Brasil y no volver Portugal. También fue en una de las salas del palacio que la princesa Isabel firmó, el día 13 de mayo de 1888, la Ley Áurea, liberando a los esclavos.

### Decadencia y recuperación
Después de la Proclamación de la República, en 1889, las propiedades de la familia imperial y sus bienes fueron embargados y subastados. El Palacio fue transformado en Agencia Central de los Correos y Telégrafos. La decoración interna - estucos, pinturas y decoraciones - fue destruida y dispersa. La platibanda fue retirada para la expansión del tercer piso que paró a ocupar toda la extensión del edificio. El patio céntrico fue ocupado y la fachada alterada con la introducción de frontones en estilo neocolonial. En 1938 se registró el edificio como patrimonio arquitectónico pero recién en 1882 el Instituto del Patrimonio Histórico y Artístico Nacional restauró el palacio a la forma que tenía en 1818.

## Centro Cultural
Actualmente el Palacio Imperial es un Centro Cultural donde ocurren muestras de los más variados tipos (pintura, fotografía, escultura, cine, música, etc). El Palacio dispone de una biblioteca de arte y arquitectura (Biblioteca Paulo Santos) y varias tiendas (librería, discotienda, restaurante) .